# Age of Mythology: Tale of the Dragon
Age of Mythology: Tale of the Dragon est une extension du jeu de stratégie en temps réel Age of Mythology développée par Forgotten Empires et Skybox Labs sortie sur PC en janvier 2016. Celle-ci inclut une nouvelle campagne ainsi qu'une nouvelle civilisation, les chinois. Le joueur peut choisir son dieu principal entre Shennong, Fu Xi et Nü Wa, les trois augustes légendaires qui auraient régné avant la dynastie Xia et a ainsi accès à des unités et des technologies propres. L'extension apporte aussi de nombreux changements pour les civilisations préexistantes et de nouvelles cartes.
À sa sortie, les avis de la presse spécialisée sont mitigés, à cause notamment de nombreux bugs graphiques,.